# Blame It on My Youth (Lied)

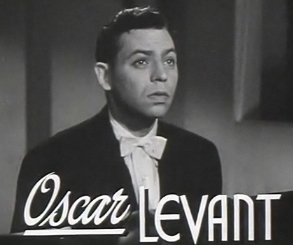
Oscar Levant (1945)

Blame It on My Youth ist ein Song, der 1934 von dem US-amerikanischen Komponisten Oscar Levant komponiert wurde. Der Liedtext stammt von dem US-amerikanischen Songwriter Edward Heyman. Die erste Aufnahme des Songs erfolgte ebenfalls 1934 durch Freddy Martin and His Orchestra. Seit seinem Debüt wurde der Song von zahlreichen Künstlern interpretiert und hat sich zu einem Jazzstandard entwickelt.

## Hintergrund
Oscar Levant, der Komponist des Songs, hat zwischen 1929 und 1948 zahlreiche populäre Lieder komponiert. Blame It on My Youth war einer seiner bekanntesten und erfolgreichsten Lieder. Außerdem hat er die Musik für mehr als zwanzig Filme geschrieben. Levant war aber nicht nur Komponist, sondern hat sich auch als Konzertpianist und Schauspieler einen Namen gemacht.
Edward Heyman war Songwriter in der Tin Pan Alley und Musical-Librettist für den Broadway. Außer Blame It on My Youth war er Liedtexter bei den Liedern Out of Nowhere (1931), Rain, Rain, Go Away (1932), I Cover the Waterfront (1933), I Wanna Be Loved (1933), Easy Come, Easy Go (1934), They Say (1938), Strange Love (1946) und When I Fall in Love (1952). Außerdem war er einer der Songtexter des bekannten Jazzstandards Body and Soul (1930).

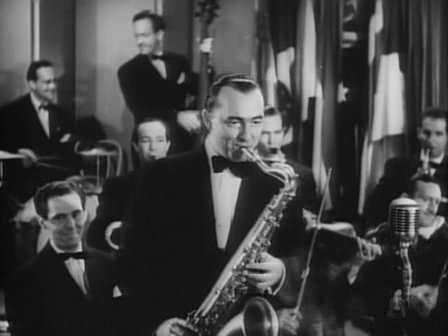
Freddy Martin (1943)

Blame It on My Youth wurde erstmals am 25. Oktober von Freddy Martin and His Orchestra aufgenommen und von Brunswick Records als Single veröffentlicht. Der US-Amerikaner Freddy Martin war Tenorsaxophonist und einer der erfolgreichsten Bandleader der Tanzband-Ära. Seinen Durchbruch hatte er Mitte der 1930er Jahre, nicht zuletzt durch Hits wie Blame It on My Youth.

## Entwicklung zum Jazzstandard
Der Song wurde nach der Erstveröffentlichung zunächst von einigen anderen Bigbands, wie zum Beispiel Jan Garber and His Orchestra (1934) gecovert. Mitte der 1950er Jahre nahm die Interpretation des Songs durch Jazzmusiker Fahrt auf. So erschienen beispielsweise Aufnahmen des Songs von Ann Gilbert und dem Elliot Lawrence Orchestra (1956), von Frank Sinatra (1957), von Nat King Cole (1957) und von Rosemary Clooney (1958). Seit Anfang der 1960er Jahre ist der Song ein gerne gespielter Jazzstandard.

## Versionen des Songs

### Originalversion
Als Originalversion wird bei SecondHandSongs die folgende Version ausgewiesen:
| Jahr der Aufnahme | Künstler                        | Album / Single |
| ----------------- | ------------------------------- | -------------- |
| 1934              | Freddy Martin and His Orchestra | Single         |

### Auswahl von Coverversionen
Eine Suche nach dem Song in der Musikdatenbank von SecondHandSongs listet 128 Versionen des Songs, Allmusic kennt fast 350 Versionen und bei Discogs sind es fast 750 Versionen. Eine kleine Auswahl der verfügbaren Versionen auf Basis der genannten Musikdatenbanken wird in den beiden folgenden Tabellen ausgewiesen:

#### Vokal
| Jahr der Aufnahme | Künstler                                                   | Album / Single                                 |
| ----------------- | ---------------------------------------------------------- | ---------------------------------------------- |
| 1934              | Jan Garber and His Orchestra                               | Single                                         |
| 1935              | Dorsey Brothers’ Orchestra                                 | Single                                         |
| 1954              | Janet Brace                                                | Single                                         |
| 1955              | Chris Connor                                               | This Is Chris                                  |
| 1956              | Don Heller                                                 | Blame It on My Youth                           |
| 1956              | Ann Gilbert, Elliot Lawrence Orchestra                     | The Many Moods of Ann                          |
| 1956              | Mabel Mercer                                               | Midnight at Mabel Mercer's                     |
| 1957              | Frank Sinatra, Nelson Riddle, The Hollywood String Quartet | Close to You                                   |
| 1957              | Nat King Cole and His Trio                                 | After Midnight                                 |
| 1958              | Rosemary Clooney                                           | Young at Heart                                 |
| 1958              | Connie Stevens                                             | Conchetta                                      |
| 1959              | Connie Francis                                             | The Exciting Connie Francis                    |
| 1960              | Buddy Greco                                                | Songs for Swinging Losers                      |
| 1960              | Jeri Southern                                              | Jeri Southern at the Crescendo                 |
| 1961              | Sammy Davis Jr.                                            | The Wham of Sam                                |
| 1961              | Ann-Margret                                                | And Here She Is                                |
| 1962              | James Darren                                               | Love Among the Young                           |
| 1962              | Vic Dana                                                   | Warm & Wild                                    |
| 1962              | Julie London                                               | Sophisticated Lady                             |
| 1962              | Kevin Gavin, Orchester dirigiert von Mundell Lowe          | Hey! This Is Kevin Gavin                       |
| 1964              | Keely Smith                                                | The Intimate Keely Smith                       |
| 1964              | Carmen McRae                                               | Second to None                                 |
| 1965              | Gloria Lynne                                               | Intimate Moments                               |
| 1971              | Carmen McRae                                               | Carmens's Gold                                 |
| 1977              | Max Kaminsky                                               | When Summer Is Gone                            |
| 1978              | Meredith D'Ambrosio                                        | Lost in His Arms                               |
| 1986              | Lucy Crane mit Hank Jones, Marc Johnson, Grady Tate        | This Is Always                                 |
| 1986              | Michael Feinstein                                          | Live at the Algonquin                          |
| 1988              | Bob Dorough – Special Guest Art Farmer                     | Songs of Love                                  |
| 1989              | Chet Baker                                                 | Chet Baker Sings and Plays                     |
| 1990              | Margaret Whiting – Special Guest Gerry Mulligan            | Then and Now                                   |
| 1992              | Ian Shaw                                                   | Ghost Songs                                    |
| 1993              | Holly Cole Trio                                            | Don't Smoke in Bed                             |
| 1993              | Martha Miyake                                              | Sophisticated Lady                             |
| 1994              | Mike Campbell                                              | Loving Friends                                 |
| 1995              | Karrin Allyson                                             | Azure-Té                                       |
| 1995              | Lisa Ekdahl – Peter Nordahl Trio                           | When Did You Leave Heaven                      |
| 1995              | Kenny Rankin                                               | Professional Dreamer                           |
| 1997              | Julie Budd                                                 | Pure Imagination                               |
| 1997              | Lisa Ekdahl                                                | When Did You Leave Heaven                      |
| 1997              | Paul Vornhagen                                             | Parisian Protocol                              |
| 1998              | Donna Antonow                                              | Out of Nowhere                                 |
| 1999              | Jim Ferguson                                               | Not Just Another Pretty Bass                   |
| 1999              | Lemuel West                                                | In Good Company – The New York Sessions        |
| 2001              | Jane Monheit                                               | Come Dream with Me                             |
| 2001              | Solveig Slettahjell                                        | Slow Motion Orchestra                          |
| 2001              | Viktoria Tolstoy                                           | Blame It on My Youth                           |
| 2003              | Jamie Cullum                                               | Twentysomething                                |
| 2003              | Aaron Neville                                              | Nature Boy: The Standards Album                |
| 2004              | Eden Atwood                                                | This Is Always – The Ballad Session            |
| 2004              | Nancy Wilson with George Shearing                          | R.S.V.P. – Rare Songs, Very Personal           |
| 2005              | Barbara Rosene                                             | All My Life                                    |
| 2005              | Fay Claassen                                               | Fay Claassen Sings Two Portraits of Chet Baker |
| 2005              | John B. Williams, Llew Matthews, Roy McCurdy               | Gratitude                                      |
| 2006              | Julie Christensen                                          | Something Familiar                             |
| 2006              | Paulien van Schaik & Hein Van de Geyn with Strings         | Musing                                         |
| 2006              | Barbara Lea with the Loren Schoenberg Big Band             | Black Butterfly                                |
| 2008              | Betty Buckley with Kenny Werner                            | Quintessence                                   |
| 2008              | Matt Belsante                                              | Blame It on My Youth                           |
| 2009              | Cheryl Fisher                                              | Moments Like This                              |
| 2010              | Hanne Boel featuring Carsten Dahl                          | I Think It's Going to Rain                     |
| 2011              | Carol Vasquez                                              | I Have Dreamed                                 |
| 2011              | Jacqui Dankworth                                           | It Happens Quietly                             |
| 2012              | Arlene Bardelle                                            | Will You Still Love Me Tomorrow                |
| 2012              | Cyrus Chestnut / Maddy Winer                               | Heart to Heart                                 |
| 2013              | Lola Haag                                                  | Here I Go Again...                             |
| 2013              | Kathleen Grace                                             | No Place to Fall                               |
| 2014              | Nick Ziobro                                                | A Lot of Livin' to Do                          |
| 2014              | Jackie Allen                                               | My Favorite Color                              |

#### Instrumental
| Jahr der Aufnahme | Künstler                                                                     | Album / Single                                          |
| ----------------- | ---------------------------------------------------------------------------- | ------------------------------------------------------- |
| 1958              | The Piano Magic of Andre Previn combined with The Lush Strings of David Rose | Secret Songs for Young Lovers                           |
| 1958              | The George Shearing Quintet                                                  | Burnished Brass                                         |
| 1959              | The Eddie Bonnemere Trio                                                     | Piano Bon Bons by Bonnemere                             |
| 1960              | Hank Garland                                                                 | Velvet Guitar                                           |
| 1975              | Charlie Byrd                                                                 | Top Hat                                                 |
| 1976              | Bob Wilber – Guest Artist Charlie Byrd                                       | New Clarinet in Town                                    |
| 1979              | The Super Jazz Trio with Art Farmer                                          | Something Tasty                                         |
| 1979              | Tommy Flanagan & Kenny Barron                                                | Together                                                |
| 1981              | Gary Burton Quartet                                                          | Easy as Pie                                             |
| 1982              | Barry Kiener                                                                 | Live at Strathallan                                     |
| 1983              | Art Farmer mit Tommy Flanagan                                                | Something Tasty                                         |
| 1983              | Keith Jarrett Trio                                                           | Standards Vol. 2                                        |
| 1984              | Bucky & John Pizzarelli                                                      | Swinging Sevens                                         |
| 1988              | Ken Peplowski                                                                | Double Exposure                                         |
| 1988              | The Art Farmer Quartet                                                       | Blame It on My Youth                                    |
| 1989              | Howard Alden / Jack Lesberg                                                  | No Amps Allowed                                         |
| 1990              | Art Blakey & The Jazz Messengers                                             | One for All                                             |
| 1991              | Keith Jarrett, Gary Peacock & Jack DeJohnette                                | The Cure                                                |
| 1993              | Ulf Wakenius Group                                                           | First Step                                              |
| 1993              | Larry Gray                                                                   | Solo + Quartet                                          |
| 1994              | Eugene Maslov mit Ben Street und George Schuller                             | Autumn in New York                                      |
| 1996              | Bob Barnard                                                                  | Bob Barnard in Sweden – Cornet Chop Suey                |
| 1997              | Brad Mehldau                                                                 | The Art of the Trio – Volume One                        |
| 1997              | Frank Strazzeri                                                              | Nobody Else but Me                                      |
| 1998              | Tom Talbert Orchestra                                                        | This Is Living!                                         |
| 1999              | Keith Jarrett                                                                | The Melody at Night, with You                           |
| 2001              | The Carsten Dahl Trio                                                        | Minor Meeting                                           |
| 2001              | NajPonk                                                                      | Just About Love                                         |
| 2001              | Michiel Borstlap                                                             | Gramercy Park                                           |
| 2001              | Ross Tompkins                                                                | Younger Than Springtime – Arbors Piano Series, Volume 9 |
| 2001              | Kenny Drew, Jr. Trio and Wallace Roney                                       | Remembrance                                             |
| 2002              | Eddie Higgins Trio                                                           | Dear Old Stockholm                                      |
| 2003              | Terell Stafford                                                              | New Beginnings                                          |
| 2004              | John Hart Trio                                                               | Indivisible                                             |
| 2005              | The New Sound Quartet (Joe Locke, Geoffrey Keezer)                           | Summertime                                              |
| 2011              | Wayne Hawkins, Karyn Quinn, Todd Strait                                      | Great Days                                              |
| 2012              | Nat Reeves                                                                   | State of Emergency                                      |
| 2013              | Paolo Fresu Devil Quartet                                                    | Desertico                                               |
| 2014              | Steve Davis, Jay Oliver, William Lenihan                                     | A Moment in Time                                        |

## Verwendung in Film und Fernsehen
Der Song gehörte in folgenden Filmen zum Soundtrack:
- Eyes Wide Shut (1999, interpretiert von Brad Mehldau)
- The Carol Burnett Show – Episode #7.20 (1974, interpretiert von Bernadette Peters)
- Let’s Get Lost (1988, interpretiert von Chet Baker)
- Let It Be Me (1995, gesungen von Frank Sinatra)